# اچ‌ام‌سی‌اس باکلان (پی‌سی‌اس ۷۸۱)
اچ‌ام‌سی‌اس باکلان (پی‌سی‌اس ۷۸۱) (به انگلیسی: HMCS Cormorant (PCS 781)) یک کشتی است که طول آن ۹۲ فوت (۲۸ متر) می‌باشد. این کشتی در سال ۱۹۵۶ ساخته شد.